# いなくなれ、群青
『いなくなれ、群青』 （いなくなれ、ぐんじょう）は、河野裕による日本の小説。「階段島」シリーズの第1作である。2014年9月、新潮文庫nex（新潮社）より刊行された。

## 概要
本作は、「捨てられた」人間が行き着く謎の孤島「階段島」を舞台に展開される青春ミステリ小説「階段島」シリーズの第1作にあたり、主人公の男子高校生・七草と幼馴染の真辺由宇との有り得ない再会を契機に繰り広げられる物語の発端を描く。タイトルの『いなくなれ、群青』は、小説内の一節から採られている。
2016年6月、宮崎翔太、中山絵梨奈らの出演で演劇版『いなくなれ、群青』が上演された。2018年4月より、スクウェア・エニックスの漫画雑誌『月刊Gファンタジー』にて、『いなくなれ、群青 Fragile Light of Pistol Star』のタイトルで「階段島」シリーズ全体の漫画版（兎月あい作画）の連載が開始された。2019年4月より、『月刊コンプエース』においても漫画版（京一作画）の連載が開始された。

## 評価
書評家の大森望は、学園ミステリに分類できなくもないが、むしろ「いまどき珍しいほどまっすぐな、胸に迫るラブストーリー」であると述べ、「ありえないほど純粋で一途な恋愛」を描く本作は、若い読者にとって忘れられない存在になるだろうと評している。
2015年5月、第8回大学読書人大賞を受賞した。また、「SUGOI JAPAN award 2016」エンタメ小説部門で第2位となった。

## 書誌情報

### 小説
本作は、新潮社より新潮文庫のサブレーベル「新潮文庫nex」として刊行された。書籍自体にはシリーズ名や巻数の表記は無い。表紙カバーには、英語タイトル「go away, ultramarine」が表記されている。文庫のための書下ろし作品である。2013年12月のブロット段階での仮タイトルは「階段島ダストボックス」
- 『いなくなれ、群青』 2014年9月1日発行（同日発売[8]）、ISBN 978-4-10-180004-2

### 漫画
スクウェア・エニックスの漫画雑誌『月刊Gファンタジー』にて兎月あいが作画担当した連載『いなくなれ、群青 Fragile Light of Pistol Star』については、「階段島」シリーズ#漫画 を参照。
KADOKAWAの漫画雑誌『月刊コンプエース』にて京一が作画担当した連載『いなくなれ、群青』は、2019年6月号から連載が開始、同年10月号にて最終回を迎えた。
- 原作：河野裕（新潮文庫nex刊）、キャラクター原案：越島はぐ、作画：京一『いなくなれ、群青』KADOKAWA〈角川コミックス・エース〉全1巻
  - 2019年9月4日発売、ISBN 978-4-0410-8684-1

兎月あい版（スクウェア・エニックス刊）が河野裕によって加えられたシナリオから複数の人物の視点を描かれたのに対し、京一版（KADOKAWA刊）は本編のみの作品で、それぞれ違った解釈で描かれた。

## 演劇
演劇版『いなくなれ、群青』は、劇団た組。の第9回公演として、東京都板橋区高島平にあるLIVESTAGE hodgepodgeにて上演された。上演は2016年6月22日から同月26日までの5日間だった。脚本・演出は、若手ながら既に数作の演出経験があった加藤拓也が担当した。主役の七草役にはミュージカル『忍たま乱太郎』や演劇『博士の愛した数式』で好演した宮崎翔太、ヒロインの真辺由宇役には今回が初舞台となる中山絵梨奈、女子高校生の堀役には森川彩香（元AKB48所属）、小学生の少年・相原大地役には八木ひなた（ぷちぱすぽ☆所属）らが起用された。

### スタッフ
- 企画・製作：劇団た組。、わをん企画
- 脚本・演出：加藤拓也
- 舞台監督：福井健介
- 音響：臼井倶里
- 照明：高橋文章
- 制作：坂入翔威、差異等たかひ子（みけねこ企画）、山口敦子

### 演奏
- 演奏：浅井麻衣

### キャスト
- 七草：宮崎翔太
- 真辺由宇：中山絵梨奈
- 堀：森川彩香
- 相原大地：八木ひなた（ぷちぱすぽ☆）
- 萩原成哉
- 南杏果
- 佐々岡：二平壮悟
- 二宮陶子
- 小山田モナ
- ももぼーいカスガ
- 中山将志
- 三木美毅
- 大澤俊英
- 星浩貴
- 高橋郁名

## 映画
2019年9月6日に実写映画版が公開された。監督は柳明菜、主演は横浜流星。
撮影は主に静岡県賀茂郡南伊豆町で行われていた。
2019年9月13日 - 19日、全国劇場にて完成披露試写会の密着特別映像付き上映を実施していた。
2020年3月20日にBlu-rayとDVDリリース。

### キャスト（映画）
- 七草：横浜流星[19]（子供時代：奥田康太郎）
- 真辺由宇：飯豊まりえ[19]（子供時代： 石山えこ）
- 堀：矢作穂香[19]
- 佐々岡：松岡広大[19]
- 水谷：松本妃代[19]
- 豊川：中村里帆[19]
- トクメ先生：伊藤ゆみ[19]
- 時任（郵便局員）：片山萌美[19]
- 野中（タクシー運転手）：君沢ユウキ[19]
- ハル（管理人）：岩井拳士朗[19]
- ナド：黒羽麻璃央[19]

### スタッフ（映画）
- 原作：河野裕『いなくなれ、群青』（新潮文庫nex刊）
- 監督：柳明菜[19]
- 脚本：高野水登[19]
- 音楽：神前暁[19]、高橋邦幸（ストリングスアレンジ：難波研）
- 主題歌：Salyu「僕らの出会った場所」（TOY'S FACTORY）プロデューサー：小林武史
- 挿入歌：柳ひろみ「いつか」（作詞：柳 明菜　作曲・編曲：神前 暁(MONACA)）
- 製作：勝股英夫[19]、清水武善[19]、堀内大示[19]、中野伸二[19]、稲葉貢一[19]、川城和実[19]、鈴木孝明[19]
- エグゼクティブプロデューサー：寺島ヨシキ
- 企画 / プロデュース：菅原大樹[19]
- プロデューサー：浦野大輔[19]
- 協力プロデューサー：禱映[19]
- 撮影監督：安藤広樹[19]
- 照明：太田宏幸[19]
- 録音 / 音響効果：丹雄二[19]
- 美術：宮守由衣[19]
- 装飾：森公美[19]
- ヘアメイク：長谷阪絵美[19]、石崎加奈枝[19]
- スタイリスト：中島エリカ[19]
- 衣裳：高橋美咲[19]
- 編集：難波智佳子[19]
- VFXスーパーバイザー：米田貴充[19]
- 助監督：小泉宗仁[19]
- 制作担当：矢島沙織[19]
- 撮影協力：南伊豆町役場、東伊豆町役場、熱海市観光協会、静岡県立松崎高等学校、静岡県立下田高等学校南伊豆分校、静岡県立稲取高等学校、千洋亭、伊豆バス、giFt、GuestHouse Daja ほか
- スタジオ：日活調布撮影所
- 企画協力：新潮社[19]
- 配給：KADOKAWA[19]、エイベックス・ピクチャーズ[19]
- 制作プロダクション：ノアド[19]
- 製作：映画「いなくなれ、群青」製作委員会[19]（エイベックス・ピクチャーズ、清栄コーポレーション、KADOKAWA、毎日放送、トイズファクトリー、バンダイナムコアーツ、バンダイナムコライブクリエイティブ、ぴあ、ノアド）

### 受賞歴
- 第43回日本アカデミー賞 新人俳優賞（横浜流星）[注 1][20]

### Blu-ray・DVD
- 豪華版 Blu-ray・DVD（EYXF-12841/B/C ・ EYBF-12838/9/B）
  - デジパック、スリーブケース、ブックレット
  - 特典DVD：メイキング＆オフショット、完成披露試写会、期間限定上映された完成披露試写会の密着特別映像、初日舞台挨拶、大ヒット御礼舞台挨拶
  - 特典CD：オリジナル サウンドトラック
- 通常版 DVD（EYBF-12840）

### イベント
- 2019年8月12日 完成披露試写会（新宿バルト9）[21][22]
  - 横浜流星、飯豊まりえ、黒羽麻璃央、矢作穂香、松岡広大、松本妃代、中村里帆、神前暁、柳明菜監督
- 2019年9月3日 完成披露試写会（秋葉原UDXシアター）[23][24]
  - 柳明菜監督、菅原大樹プロデューサー
- 2019年9月5日 AbemaTV 映画公開前日特番～横浜流星らが渋谷で公開生放送～（UDAGAWA BASE）[25][26]
  - 横浜流星、松岡広大、中村里帆、柳明菜監督
- 2019年9月6日 初日舞台挨拶（新宿バルト9）[27][28] ※全国劇場73館でライブビューイング実施
  - 横浜流星、飯豊まりえ、矢作穂香、松岡広大、松本妃代、中村里帆、柳明菜監督
- 2019年9月7日 公開記念トークイベント（渋谷HUMAXシネマ）[29]
  - 黒羽麻璃央、柳明菜監督、菅原大樹プロデューサー
- 2019年9月8日 公開記念トークイベント（渋谷HUMAXシネマ）[30]
  - 矢作穂香、松本妃代、中村里帆、柳明菜監督、菅原大樹プロデューサー
- 2019年9月12日 大ヒット御礼舞台挨拶（新宿バルト9）[31][32]
  - 横浜流星、松岡広大、柳明菜監督、菅原大樹プロデューサー
- 2019年9月12日 公開記念トークイベント（渋谷HUMAXシネマ）[33]
  - 松岡広大、君沢ユウキ、柳明菜監督、菅原大樹プロデューサー
- 2019年9月15日 大ヒット御礼舞台挨拶（新宿バルト9）[34]
  - 飯豊まりえ、松岡広大、柳明菜監督、菅原大樹プロデューサー
- 2019年10月14日 上映終了後トークショー（アップリンク渋谷）[35]
  - 柳明菜監督、菅原大樹プロデューサー
- 2019年11月2日 トークイベント（宮崎キネマ館）[36]
  - 柳明菜監督
- 2019年12月27日 - 29日 見逃した映画特集2019 上映後トークショー（アップリンク渋谷）[37]
  - 柳明菜監督、菅原大樹プロデューサー、柳ひろみ